# Хонго, Камато
Камато Хонго (яп. 本郷 かまと, (в девичестве Кимура); 8 апреля 1891 года (заявлено 16 сентября 1887 года) — 31 октября 2003 года) — японская долгожительница. С марта 2002 года до своей смерти она считалась старейшим живущим человеком в мире. Однако Книга рекордов Гиннесса отозвала своё признание в 2012 году.

## Биография
Хонго родилась на небольшом острове Окуносима, на котором также появился на свет другой неверифицированный долгожитель Сигэтиё Идзуми. Камато родила семерых детей (трех дочерей и четырех сыновей). Позже она переехала в Кагосиму на Кюсю, где жила со своей дочерью. Она считалась старейшим человеком в Японии после смерти Дэндзо Исидзаки в 1999 году. Камато несколько раз появлялась на японском телевидении.
Она провела свою последующую жизнь в Кагосиме, Кюсю, где отметила свой 112-й день рождения за месяц до своей смерти от пневмонии.

## Сомнения по поводу её возраста
Бельгийский исследователь Мишель Пулен исследовал записи в архивах, и выяснил, что она была указана пятым ребенком в семье, в то время как её брат, родившийся в 1890 году, был указан четвертым. Также она имела сестру, родившуюся в феврале 1887 года. Если бы Камато была усыновленным ребенком, то это объяснило бы эти странности, однако никаких упоминаний об этом не было. 
Вероятно, она родилась примерно в 1891 году. А это значит, что на момент смерти ей было не 116, а 112, и Камато никогда не являлась старейшим живущим жителем ни мира, ни Японии.

## См.также
- Долгожитель
- Список старейших людей в мире
- Список старейших женщин